# Municipio de Lawrence (condado de Grant)
El municipio de Lawrence (en inglés: Lawrence Township) es un municipio ubicado en el condado de Grant en el estado estadounidense de Minnesota. En el año 2010 tenía una población de 84 habitantes y una densidad poblacional de 0,91 personas por km².

## Geografía
El municipio de Lawrence se encuentra ubicado en las coordenadas 46°4′20″N 96°12′2″O / 46.07222, -96.20056. Según la Oficina del Censo de los Estados Unidos, el municipio tiene una superficie total de 92.76 km², de la cual 90,76 km² corresponden a tierra firme y (2.15 %) 2 km² es agua.

## Demografía
Según el censo de 2010, había 84 personas residiendo en el municipio de Lawrence. La densidad de población era de 0,91 hab./km². De los 84 habitantes, el municipio de Lawrence estaba compuesto por el 94,05 % blancos, el 1,19 % eran afroamericanos, el 1,19 % eran asiáticos y el 3,57 % eran de una mezcla de razas. Del total de la población el 1,19 % eran hispanos o latinos de cualquier raza.